# Rainbirds

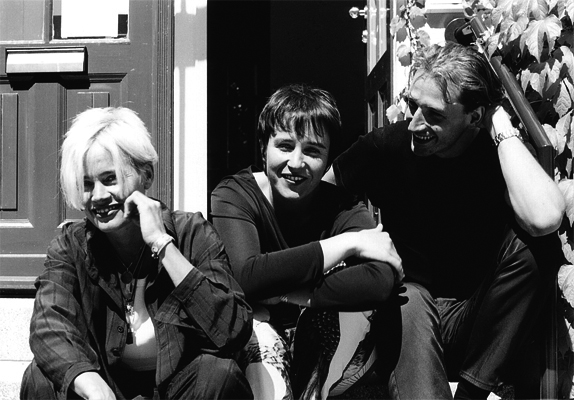
Les Rainbirds

Les Rainbirds est un groupe de pop allemand qui a rencontré un très vif succès en Allemagne dans les années 1990,.

## Constitution du groupe
D’abord composé de Katharina Franck, Michael Beckmann, Rodrigo González, et Wolfgang Glum, il rencontre un très vif succès (le premier album Rainbirds est disque de platine et le second disque d’or). 
Après le deuxième album, en 1989, le groupe se sépare.
Katharina Franck transforme le groupe en duo avec l'arrivée de la pianiste Ulrike Haage. Celle-ci compose la musique, tandis que Katharina Franck écrit les paroles. En 1994, le batteur Tim Lorenz rejoint le groupe. Le trio se séparera en 2000, quand chacun se consacrera à sa carrière solo.

## Discographie
Singles 
- 1987 - Blueprint
- 1988 - Boy On The Beach
- 1989 - Sea Of Time
- 1989 - Not Exactly
- 1989 - Love Is A Better Word (White City Of Light)
- 1991 - Two Faces
- 1993 - Devils Dance
- 1993 - Jamais Jamais
- 1995 - Blueprint (New Mix)
- 1996 - Absolutely Free
- 1996 - Give Me A Kiss
- 1997 - Don`t Cry A River For Me (Be Cool)
- 1997 - Shoot From The Hip

Albums 
- 1987 - Rainbirds
- 1989 - Call Me Easy, Say I'm Strong, Love Me My Way, It Ain't Wrong
- 1991 - Two Faces
- 1993 - In A Different Light
- 1995 - The Mercury Years
- 1996 - Making Memories
- 1997 - Forever
- 1999 - rainbirds3000.live